# Zenopsis
Zenopsis is een geslacht van straalvinnige vissen uit de familie van zonnevissen (Zeidae). Het geslacht is voor het eerst wetenschappelijk beschreven in 1862 door Gill.

## Soorten
- Zenopsis conchifer (Lowe, 1852)
- Zenopsis nebulosa (Temminck & Schlegel, 1845)
- Zenopsis oblonga Parin, 1989
- Zenopsis stabilispinosa Nakabo, Bray & Yamada, 2006